# Jeorjos Kutsiumbas
Jeorjos Kutsiumbas (gr. Γεώργιος Κουτσιούμπας; ur. 18 maja 1981) – grecki zapaśnik walczący w stylu klasycznym. Olimpijczyk z Aten 2004, gdzie zajął siódme miejsce w kategorii 96 kg.
Czterokrotny uczestnik mistrzostw świata; trzynasty w 2002. Szósty na mistrzostwach Europy w 2002 i siódmy w 2007. Wicemistrz igrzysk śródziemnomorskich w 2005 i trzeci w mistrzostwach śródziemnomorskich w 2010. Drugi na akademickich MŚ w 2008. Zdobył srebrny w 2002 i brązowy medal w 2001 na MŚ juniorów.
Jest bratem Ksenofona Kutsiumbasa, zapaśnika i olimpijczyka z tych samych igrzysk.
- Turniej w Atenach 2004 - 84 kg

Wygrał z Kazachem Äsetem Mämbetowem i Markiem Sitnikiem a przegrał z Karamem Dżabirem z Egiptu.